# ソマン川
ソマン川（ソマンがわ、モンゴル語: Суман гол, 英語: Suman River）は、モンゴル国のアルハンガイ県を流れる川。「ソム(Сум)」はモンゴル語で「弾丸」を意味する。テルヒーン・ツァガーン湖東端から発してセレンゲ川の支流の一つチョロート川に合流する。長さ約50km。
タリヤト郡の中心地を流れており、主にテルヒーン・ツァガーン湖を訪れる観光客向けの売店やレストランが存在する。
作家の開高健が1986年から1987年にかけてイトウを釣りに訪れたモンゴルの河川の一つである(他に訪れたのはチョロート川とシシキド川)。